# استن داگلاس
استن داگلاس (انگلیسی: Stan Douglas؛ زادهٔ ۱۱ اکتبر ۱۹۶۰) عکاس، و هنرمند اهل کانادا است. اینستالیشن‌های فیلم و ویدیو، عکاسی و کار داگلاس در تلویزیون، اغلب به تاریخ ادبیات، سینما و موسیقی می‌پردازند، در حالی که «آرمان‌شهر شکست‌خورده» مدرنیسم و فناوری‌های منسوخ را بررسی می‌کنند. او نمایشگاه های بین المللی از جمله Documenta IX، 1992، Documenta X، 1997، Documenta XI، 2002 و دوسالانه ونیز در سال های 1990، 2001، 2005 و 2019 را به نمایش گذاشته است. داگلاس به عنوان نماینده کانادا در Bienale 2021 انتخاب شد. فردریش کریستین فلیک، گردآورنده آثار هنری، در پیشگفتار تک نگاری استن داگلاس، داگلاس را به عنوان "تحلیلی انتقادی از واقعیت اجتماعی ما توصیف می کند. ساموئل بکت و مارسل پروست، ای. تی. ای. هافمن و برادران گریم، بلوز و فری جاز، تلویزیون و هالیوود، کارل. مارکس و زیگموند فروید مونتاژهای عجیب و غریب هنرمند کانادایی را رها می کنند.»